# Brian Hayes
Pour les articles homonymes, voir Hayes.
Brian Hayes, né le 23 août 1969 à Dublin, est un homme politique irlandais, membre du Fine Gael (FG). Il est député irlandais de 1997 à 2002 et de 2007 à 2014 puis député européen de 2014 à 2019.

## Biographie
Il est membre de l'Assemblée irlandaise de 1997 à 2002 et de 2007 à 2014 pour la circonscription de Dublin-Sud-Ouest, secrétaire d'État au ministère des Finances de 2011 à 2014. Lors des élections du 23 mai 2014, il est élu député européen pour Dublin. En novembre 2018, il annonce qu'il quitte la vie politique et n'est pas candidat aux élections européennes de 2019.